# Michael Mark
Michael Mark (21 aprile 1986) è un calciatore grenadino, difensore del Paradise.

## Caratteristiche tecniche
È un difensore centrale.

## Carriera

### Club
Nel 2014, dopo aver giocato all'Eagles Super Strikers, viene acquistato dal Paradise.

### Nazionale
Ha debuttato in Nazionale il 7 dicembre 2008, in Grenada-Barbados (4-2). Ha partecipato, con la Nazionale, alla Gold Cup 2009. Ha collezionato in totale, con la maglia della Nazionale, 22 presenze.